# 多帶猛齒魨
多帶猛齒魨為輻鰭魚綱魨形目四齒魨亞目四齒魨科的其中一種，西太平洋澳洲海域，體長可達39公分，棲息在沿岸淺水域，以魚類及無脊椎動物為食，生活習性不明，具有毒性。